# Kuta (Indonezja)
Kuta – miasto w Indonezji, na wyspie Bali. 

## Zamachy
12 października 2002 roku miały tam miejsce trzy zamachy, w których zginęły 202 osoby. W jednym z tych zamachów zginęła polska dziennikarka Beata Pawlak. U zbiegu ulic Jl Legian i Poppies II postawiony jest pomnik Ground Zero upamiętniający ofiary zamachów.